# ハーリー (アニメポケットモンスター)
ハーリーは、任天堂のゲームソフト『ポケットモンスター』シリーズを原作とするアニメ『ポケットモンスター』シリーズに登場する架空の人物。声優は金丸淳一。

## プロフィール
- 出身地：ホウエン地方・カイナシティ
- 職業：ポケモンコーディネーター
- 登場時期[1]：AG・DP
- グランドフェスティバルでの戦績
  - ホウエン：ベスト32
  - カントー：ベスト16

## 各国の日本国外名
- 英語：Harley
- 韓国語：ハリ(ハングル：할리)

## 人物
AG103話から登場。ハルカのライバルであるポケモンコーディネーター。ノクタスのような格好をしており、臍部の開いた容姿が特徴。英語交じりの女言葉で話すオカマ。レギュラーキャラクター以外で次回予告を務めたキャラクターでもある。

### 性格・特徴
非常に陰険かつ執念深い性格で、自分が気に入らない人物には容赦が無く、個人的なブラックリストらしき手帳を持っている。嫌いな人物の無様な姿を見ることが大好きで、そのためには手段を選ばず、ハルカへの妨害はとにかく手が込んでいる。
モンスターボールからポケモンを出すときの掛け声は主に「Go! My cool bad（ゴー、マイクールバッド）○○!」。ハルカのことは彼女の口癖などから「かもちゃん」と呼ぶことが多いが、猫をかぶっているときは「ハルカちゃん」と「ちゃん」付けで呼び、「ハルカ」と呼び捨てることもある。

### 対人関係
ハルカの「○○かも」という口癖から出た誤解や、自分が好きなノクタスのことをハルカが知らなかったり、ノクタスを「（黙っていると迫力あって）怖い」と言われたりしたことからハルカに恨みを持つ。また、幼い頃にハルカ似の少女に自分の弁当の最後の楽しみであるオクタン型ウインナーを食べられてしまい、ハルカを見るとそのことを思い出すという理不尽な感情も持っているが、この話が真実かは不明である。
しかしマサトに「本当はお姉ちゃんのことが好きなのでは」「遊んで欲しいのでは」と思われていたり、フェンネル谷にてスランプに陥っていたハルカを励ますなど、どこか憎めないような面もある。ハルカの実力も認めている節があり、ヤマブキ大会では「あんたに会えるのはファイナルステージね」とハルカが決勝戦まで上がってくるのを見越した発言もしている。ハルカとしては正々堂々とした対決は歓迎しているようで、再会時に彼は殆どの場合善人の振りをしているため、別れた際とは様子の違う彼に若干戸惑いつつも、すぐに疑いを解き（これはハルカの性格によるところも大きいが）仲良く話したりと嫌悪したりする事は全く無く、初対面から終始「ハーリーさん」というように「さん」付けで呼んでいる。
ロケット団のムサシとは気が合い（コジロウ、ニャース、ソーナンス曰く、「不条理なところは似た者同士」）、彼女がコンテストで優勝できるよう（正確にはハルカを負けさせるため）協力したこともある。そのためムサシ・コジロウ・ニャースの3人からは「ハーリー先生」と呼ばれるようになった。しかし、結局はムサシが優勝できずにハルカが優勝したため、ハーリーはロケット団に「顔も見たくない」などと激怒。その後もロケット団の3人は彼に逆らえず恐れられている。

## 略歴
ハルカと初めて出会ったときのコンテストでは卑怯な手段でハルカに勝とうとするが敗れ、グランドフェスティバルでもハルカに敗れ、ますます恨みを大きくする。
カントー地方での最初の対決では、またしても小細工をするが敗れ、カントーで2度目（通算4度目）の対決では、初めて小細工無しの勝負をしてハルカを破る。このことからコーディネーターとしての腕は高く、決してハルカに劣っていないことが分かるが、グランドフェスティバルではさらに実力を上げたハルカに敗れる。
その後、フェンネル谷のポケモンセンターに現れ、ハルカには「あんたを泣かすのはこのアタシ」などと言いつつも、スランプに陥っていたのを気にかけていた様子。ハルカが復活した後に、ジョウト地方のグランドフェスティバルに出場して今度こそ優勝すると伝え、先にジョウト地方へ旅立つ。
DPでは姿のみ登場し、シュウやサオリと共にミクリカップを観戦している。ハルカによれば、シュウ同様にハルカを苦戦させているようである。

## ハーリーのポケモン

### ノクタス
ノクタス
声 - うえだゆうじ
登場時期：AG
AG103話から登場。ハーリーのメインパートナーであり、彼のポケモンの中では、1番出番が多い。
使用技は「どくばり」、「タネマシンガン」、「だましうち」、「ミサイルばり」、「わたほうし」、「ニードルアーム」、「いあいぎり」。

### ジュペッタ
ジュペッタ
声 - 大谷育江（西村ちなみ（ホウエン編の一次代役））
登場時期：AG
AG122話から登場。グランドフェスティバルでハルカに挑むが敗れる。その後ムサシがジュペッタを借りてハルカに挑むも敗れる。
ハーリーのポケモンである為、ムサシが「やつあたり」を指示した際にはかなりの威力であった。
使用技は「いちゃもん」、「おにび」、「かみなり」、「いやなおと」、「やつあたり」。

### アリアドス
アリアドス
声 - 阪口大助
登場時期：BF
AG143話から登場。
使用技は「クモのす」、「いとをはく」、「すてみタックル」、「こわいかお」、「シャドーボール」。

### オクタン
オクタン
声 - 石塚運昇
登場時期：BF
AG160話から登場。初登場時のコンテストの決勝でハルカのゴンベと激突し、「ゆびをふる」で出た「かみなり」を受け瀕死になるも、「ねむる」で回復し、ゴンベを破り、初めてハルカを実力で打ち負かした。カントーグランドフェスティバルの一次審査でも活躍した。
使用技は「オクタンほう」、「からみつく」、「ヘドロばくだん」、「ねむる」、「だいもんじ」。

### プクリン
プクリン
声 - 冬馬由美
登場時期：BF・DP
AG181話から登場。本来の可愛いイメージとはかけ離れた邪悪な目つきをしている。ふうせんポケモンの特徴を活かして、空中で自分の中の空気の量を調節し攻撃を避けるという戦法を使うが、2発の攻撃をぶつけた爆風でバランスを崩し、そこに攻撃を受け敗れた。DPではハルカの回想シーンに登場。
使用技は「のしかかり」、「おうふくビンタ」。